# 故郡乡
故郡乡是中国陕西省宝鸡市岐山县下辖的一个乡。

## 行政区划
故郡乡下辖以下行政区：
普庵村、渚村、索王村、郑家桥村、独山村、西原村、杜家村、祝家河村、涝川村